# Donacia palmata
Donacia palmata är en skalbaggsart som beskrevs av Olivier 1795. Donacia palmata ingår i släktet Donacia och familjen bladbaggar. Inga underarter finns listade i Catalogue of Life.